# Fréscano (kommunhuvudort)
Fréscano är en kommunhuvudort i Spanien.   Den ligger i provinsen Provincia de Zaragoza och regionen Aragonien, i den nordöstra delen av landet, 250 km nordost om huvudstaden Madrid. Fréscano ligger 292 meter över havet och antalet invånare är 235.
Terrängen runt Fréscano är huvudsakligen platt, men västerut är den kuperad. Runt Fréscano är det ganska glesbefolkat, med 47 invånare per kvadratkilometer. Närmaste större samhälle är Mallén, 3,1 km nordost om Fréscano. Trakten runt Fréscano består till största delen av jordbruksmark.